# Charlemagne Ischir Defontenay
Charlemagne Ischir Defontenay (* 15. Februar 1819 in Cahaignes; † 14. November 1856 in Les Thilliers-en-Vexin) war ein französischer Arzt und Schriftsteller.

## Leben und Werk
Charlemagne Ischir Defontenay veröffentlichte 1845 seine medizinische Doktorarbeit und 1846 ein Buch über Gesichtschirurgie. Er wirkte als Arzt in Saint-Germain-en-Laye und in Les Andelys. 1854 publizierte er vier Theaterstücke und den utopischen Roman Star, der von Raymond Queneau wiederentdeckt und seither mehrfach nachgedruckt wurde. Er gilt nicht nur seines Inhaltes wegen, sondern auch wegen der verschiedenen eingesetzten Erzählformen diegetisch als bemerkenswert.  Defontenay starb im Alter von 37 Jahren.

## Werke (Auswahl)
- Star ou Psi de Cassiopée. Histoire merveilleuse de l’un des mondes de l’espace, nature singulière, coutumes, voyages, littérature starienne, poèmes et comédies. Roman traduit du starien. Ledoyen, Paris 1854. Denoël, Paris 1972 (mit Vorwort von Jean-José Marchand). Terre de Brume, Dinan 2008 (mit Einleitung von Frédéric Jaccaud). Libretto, Paris 2018. Publie.net, Montpellier 2018.
- Études dramatiques. I. Barkokébas. II. Le vieux de la montagne. III. Orphée. IV. Prométhée. Ledoyen, Paris 1854. (4 Theaterstücke)